# 宜君郡
宜君郡，中国南北朝时设置的郡。
西魏大统五年（539年）置宜君郡，北周沿置，治所在宜君县（今陕西铜川市印台区玉华镇北），隶属于宜州。下辖宜君县、同官县。辖境相当今陕西省铜川市区及耀州区北部、宜君县西部地区。隋文帝开皇三年（583年）废宜君郡，属县直属宜州。隋恭帝义宁二年（618年）复置宜君郡，治所在华原县（今耀州区），下辖华原县、宜君县、同官县、土门县（今富平县美原镇）。唐高祖武德元年改宜君郡为宜州。